# Hans Günther Oesterreich
Hans Günther Oesterreich (* 29. Juli 1910 in Charlottenburg; † Mai 1990 in Bremen) war ein deutscher Hörfunkmoderator. Er gründete und gab Radio Bremen den Namen nach dem Zweiten Weltkrieg. Seine bekannteste Sendung war die Hörfunkserie Die Familie Meierdierks (1952–1954).

## Biografie

### Vor dem Zweiten Weltkrieg
Oesterreich zog im Alter von zwei Jahren mit seiner Familie nach Mönchengladbach und mit 13 Jahren zum ersten Mal nach Bremen, wo er das traditionsreiche Alte Gymnasium besuchte.
1931 schloss er die Kunstgewerbeschule in Bremen ab, um seinem Berufswunsch Bühnenmaler nach zu gehen. Doch zunächst gründete er mit Heinz Fehling die Firma uniwerbung. 1933 flüchtete er vor den Nazis nach Paris, da er einen Hitlergruß mit dem Ausspruch „Heil du ihn doch!“ erwiderte. In Paris studierte er Kunstgeschichte, was er zugunsten eines Theaterregie-Studiums abbrach. Danach hielt es ihn jedoch nicht länger in Paris, und er zog nach Schweden. Beruflich entwickelte er dadurch nur sein lebenslanges Hobby – die Malerei – weiter.
Nach diesem Kapitel Schweden unternahm er 1937 als Kameramann mit dem Zweimaster Seeteufel eine zweijährige Weltreise. Während dieser Reise geriet er mit dem Kapitän Felix Graf von Luckner in einen handfesten Streit. Im Anschluss entstand unter anderem Die einsamen Inseln mit Filmmusik „nach original Eingeborenen-Melodien“.

### Während des Zweiten Weltkriegs
Auch im Dritten Reich suchte er seine Freiräume. Zusammen mit Manfred Schmidt wagte er die Illustration und Herausgabe einer Anthologie verbotener Dichter unter dem Titel DENNOCH und ließ das Ganze in einer Druckerei der Wehrmacht produzieren. 1943 kam es zu einem Prozess wegen politischer Psychopathie, verbunden mit einer – durch die Kanzlei des Führers angestrengten – Ehenichtigkeitsklage. Das Ergebnis dieses Prozesses war, dass er zu einer Bewährung an der Front verurteilt wurde. Diese leistete er jedoch, vergleichsweise glimpflich, als Programm-Mitarbeiter bei dem 1941 zu Hitlers Geburtstag gegründeten Radio Belgrad ab. Dieser Sender erreichte seine Zuhörerschaft in ganz Europa.
Dort erhielt Oesterreich trotz des eigentlichen Propaganda-Mediums der Wehrmacht kleine Freiheiten. So legte er beispielsweise – trotz Protesten aus Berlin – teilweise hot jazz auf und ignorierte teilweise das von der Reichskulturkammer erlassene Mikrophonverbot. Es sollen Melodien aus jüdisch-amerikanischen Filmen erkennbar gewesen sein.
Jedoch blieb der Sender weiterhin ein Propaganda-Medium, so dass Hans-Günther Oesterreich und seine Freunde schon in den letzten Kriegsjahren über den Aufbau eines unabhängigen Radiosenders redeten.

### Gründung von Radio Bremen
Im Herbst 1945 beantragte Oesterreich bei der US-Army in Thüringen – wohin er sich zu seiner Familie durchgeschlagen hatte – eine Rundfunk-Lizenz für einen internationalen Radiosender. Jedoch zog die Familie weiter nach Bremen, wo er schließlich überraschenderweise die Sendebewilligung erhielt, was faktisch die Geburtsurkunde von Radio Bremen bedeutete.
Gemeinsam mit dem US-Amerikaner Edward E. Harriman gestaltete er die ersten Sendungen und baute das Funkhaus auf. Da die Musik während der Sendungen live gespielt wurde, gründete er ein Orchester, für welches unter anderem der Bassist Hans Last (heute bekannt als James Last) tätig war. Am 23. Dezember 1945 wurde Radio Bremen offiziell gegründet – mit dem Programmdirektor Hans Günther Oesterreich. Diesen Posten gab er jedoch schnell wieder auf, um praktisch tätig sein zu können. Oesterreich moderierte Hörfunksendungen, führte Regie, drehte Filme für das Fernsehen, komponierte und trat als Sänger vor das Mikrophon. Im Fernsehen präsentierte er sich mit seinen kreativen Ideen. So inszenierte er zum Beispiel 1976 das Deutschlandportrait Expedition nach Germanistan aus einem ganz ungewohnten Blickwinkel. Mitte der 1980er-Jahre war er das letzte Mal für Radio Bremen auf Sendung.

## Werke
- Die Familie Meierdierks. Schünemann, Bremen 1953; 1981 (2. Aufl.)
- Geschichte und Geschichten um Melitta. Geröstet, gemahlen und gefiltert. Zum 50jährigen Bestehen der Melitta-Werke Bentz & Sohn in Minden. Melitta-Werke Bentz & Sohn, Minden [1958]